# علي باشا الطرابلسي
علي باشا الطرابلسي ‏ ( في الكرج - فبراير 1804 ) سياسي عثماني شغل منصب والي مصر منذ 1803 حتى 1804.